# Petra de Bruin
Pour les articles homonymes, voir De Bruin.
Petra de Bruin, née le 22 février 1962 à Nieuwkoop, est une coureuse cycliste néerlandaise.

## Biographie
En 1979, elle devient championne du monde de cyclisme sur route à Valkenburg. Aussi active sur la piste, elle remporte notamment la médaille de bronze sur la poursuite des Championnats du monde 1980.

## Palmarès

### Palmarès sur route
- 1978
  - Les journées havro-cauchoises :
    - Classement général
    - 3e étape
- 1979
  -  Championne du monde sur route
  - Les journées havro-cauchoises
    - Classement général
    - 2e, 4e et 7e étapes
- 1980
  - Batavus Lenterace
  - Zomerrace/Voorjaarsrace
- 1983
  - Batavus Zomerrace
- 1984
  - Batavus Zomerrace
  - 3e, 7e et 9e étapes du Tour de France
- 1985
  - Omloop van 't Molenheike 
    - Classement général
    - 1reb étape

  - Tour des Pays-Bas :
    - Classement général
    - 4ea étape

  - 3e étape du Tour de France
  - 2e étape du Tour de Norvège
  - 5e étape de la Ronde d'Aquitaine
- 1986
  - Omloop van 't Molenheike
- 1987
  - 4e étape de Omloop van 't Molenheike
- 1989
  - 6e étape du Tour de Norvège
- 1990
  - 2e étape de Omloop van 't Molenheike

### Résultats sur les grands tours

#### Tour de France féminin
4 participations :
- 1985 : 24e, vainqueure de la 3e, 7e et 9e étapes
- 1985 : 42e, vainqueure de la 3e étape
- 1986 : 48e
- 1987 : 50e
- 1989 : 57e

### Palmarès sur piste
- 1978
  - 3e du championnat des Pays-Bas de poursuite
  - 3e du championnat des Pays-Bas de vitesse
- 1979
  - 3e du championnat des Pays-Bas de l'omnium
  - 3e du championnat des Pays-Bas de vitesse
- 1980
  -  3e du championnat du monde de vitesse
- 1981
  - 2e du championnat des Pays-Bas de l'omnium
- 1982
  - 3e du championnat des Pays-Bas de l'omnium
- 1985
  -  Championne des Pays-Bas de la poursuite
- 1986
  - 2e du championnat des Pays-Bas de poursuite
- 1987
  -  Championne des Pays-Bas de poursuite
- 1988
  -  Championne des Pays-Bas de l'omnium
- 1989
  -  Championne des Pays-Bas de poursuite
  - 2e du championnat des Pays-Bas de l'omnium
  - 2e du championnat des Pays-Bas de la course aux points

## Distinctions
- Sportive néerlandaise de l'année : 1979
- Cycliste néerlandaise de l'année : 1979 et 1980